# Punto Verde

Il Punto Verde

Der Grüne Punkt originale, usato dalla Duales System Deutschland GmbH

Il Punto Verde (in tedesco Der Grüne Punkt o Grüner Punkt) è un logo utilizzato per individuare un particolare sistema per lo smaltimento degli imballaggi dei beni di consumo. Il simbolo è composto da due frecce intrecciate tra loro che formano un cerchio.
Il Punto Verde individua chi si occupa della raccolta e dello smaltimento del rifiuto, mentre non specifica niente riguardo alla riciclabilità del prodotto o alla presenza di materiale riciclabile.

## Storia
Il simbolo è stato introdotto in Germania nel 1991 dalla Duales System Deutschland GmbH (DSD) a seguito dell'introduzione di una normativa sui rifiuti che imponeva ai fabbricanti di occuparsi anche dello smaltimento finale dei propri prodotti. Per aiutare i produttori a rispettare la norma è nato perciò un sistema di raccolta dei rifiuti privato, parallelo a quello pubblico, destinato a raccogliere e a smaltire i prodotti delle aziende aderenti ad esso. Queste ultime appongono quindi "Il Punto Verde" sui propri prodotti in modo da far sapere al cliente finale che la confezione sarà raccolta e smaltita dalla DSD (ad esempio, tramite gli appositi cassonetti).
Il sistema del Punto Verde riguarda anche i produttori esteri. La legge tedesca sui rifiuti prevede infatti che per i prodotti importati da stati europei, l'importatore e il fabbricante straniero siano entrambi responsabili dello smaltimento dei rifiuti connessi. I produttori esteri possono quindi aderire anch'essi al sistema.
Dalla Germania questo sistema di raccolta dei rifiuti si è poi esteso ad altri 31 Paesi (tutti i Paesi dell'Unione europea esclusa l'Italia, la Danimarca e la Finlandia; in più Norvegia, Serbia, Bosnia-Erzegovina, Macedonia, Turchia, Israele e Canada) per mezzo della società PRO Europe (Packaging Recovery Organisation Europe), a cui la DSD tedesca ha concesso l'uso del marchio nel 1995. Da notare che dal 1º gennaio 2009 l'uso del marchio Punto Verde non è più obbligatorio sugli imballaggi destinati alla Germania, rimanendo obbligatorio in Spagna. In Germania e Portogallo inoltre è necessario siglare due contratti, uno per l'uso del Punto Verde nel Paese e uno per lo smaltimento dei rifiuti.

## Enti nazionali
La seguente tabella riporta, per ogni nazione, l'ente di riferimento per il riciclaggio e l'imballaggio aderente a PRO Europe:
| Nazione              | Ente                                                               |
| -------------------- | ------------------------------------------------------------------ |
| Austria              | Altstoff Recycling Austria                                         |
| Bulgaria             | Ecopack                                                            |
| Belgio               | Fost Plus                                                          |
| Bosnia ed Erzegovina | Ekopak d.o.o.                                                      |
| Canada               | Green Dot North America                                            |
| Cipro                | Green Dot (Cyprus) Public Co. Limited                              |
| Croazia              | Eko-Ozra                                                           |
| Germania             | Der Grüne Punkt – Duales System Deutschland GmbH                   |
| Estonia              | Eesti Taaskasutusorganisatsioon MTÜ                                |
| Francia              | Citeo                                                              |
| Grecia               | HELLENIC RECOVERY & RECYCLING ORGANIZATION                         |
| Irlanda              | Repak Ltd                                                          |
| Israele              | T.M.I.R - MANUFACTURERS RECYCLING CORPORATION IN ISRAEL LTD        |
| Lettonia             | JSC Latvijas Zaļais punkts                                         |
| Lituania             | VšĮ Žaliasis taškas                                                |
| Lussemburgo          | VALORLUX ASBL                                                      |
| Macedonia del Nord   | PAKOMAK DOO                                                        |
| Malta                | GreenPak Coop Society Ltd.                                         |
| Norvegia             | Grønt Punkt Norge                                                  |
| Paesi Bassi          | Afvalfonds Verpakkingen                                            |
| Polonia              | Rekopol Organizacja Odzysku Opakovaň S.A.                          |
| Portogallo           | Sociedade Ponto Verde                                              |
| Regno Unito          | Valpak Limited                                                     |
| Rep. Ceca            | EKO-KOM, a.s.                                                      |
| Romania              | ECO-ROM AMBALAJE SA                                                |
| Serbia               | Sekopak društvo za postupanje sa ambalažnim otpadom d.o.o. Beograd |
| Slovacchia           | ENVI-PAK, a.s.                                                     |
| Slovenia             | Slopak d.o.o.                                                      |
| Spagna               | ECOEMBES                                                           |
| Svezia               | FTI, Förpacknings- och Tidningsinsamlingen                         |
| Turchia              | ÇEVKO                                                              |
| Ungheria             | ÖKO-Pannon Nonprofit Private Limited-liability Company             |

I seguenti Paesi dell'Unione europea e dell'EFTA (AELS) non aderiscono a PRO Europe:
| Nazione   | Ente                                  |
| --------- | ------------------------------------- |
| Danimarca | Nessun ente                           |
| Finlandia | Finnish Packaging Recycling RINKI Ltd |
| Islanda   | Úrvinnslusjóður                       |
| Italia    | CONAI                                 |
| Svizzera  | Nessun ente                           |

## In Italia
In Italia gli obiettivi di recupero e riciclo dei rifiuti da imballaggio sono coordinati dal CONAI ("Consorzio Nazionale Imballaggi"), un consorzio privato a cui tutte le aziende della filiera degli imballaggi, dai produttori delle materie prime agli utilizzatori degli imballaggi devono aderire per legge.
Il ritiro, il riciclo ed il recupero dei rifiuti di imballaggio è assicurato a livello nazionale da sei consorzi obbligatori, uno per ciascun materiale di imballaggio:
- Comieco, Consorzio nazionale per il recupero e riciclo degli imballaggi a base cellulosica (carta, cartone ecc.);
- CiAl per il settore degli imballaggi in alluminio, attivo dal 1998;
- COREPLA, Consorzio Nazionale per la Raccolta, il Riciclaggio e il Recupero degli Imballaggi in Plastica;
- Ricrea, Consorzio nazionale per il riciclo e il recupero degli imballaggi in acciaio;
- CoReVe, Consorzio recupero vetro;
- Rilegno, Consorzio nazionale per la raccolta recupero e il riciclaggio degli imballaggi di legno.

A questi si aggiungono (pur non riguardanti gli imballaggi) il COBAT, Consorzio obbligatorio batterie al piombo esauste e rifiuti piombosi, il COOU, Consorzio recupero oli usati, il Polieco, Consorzio per il recupero di materiale in polietilene (esclusi gli imballaggi) e il CONOE, Consorzio nazionale raccolta e trattamento oli e grassi vegetali e animali esausti.
Il CONAI ha aderito al consorzio PRO Europe il 16 settembre 2009, fino al 2012; inoltre non ha mai sottoscritto alcun contratto di licenza d'uso con PRO Europe del marchio Punto Verde e non può conferire la licenza dell'uso del marchio stesso ai consorziati. L'uso di tale marchio è pertanto riservato alle aziende che abbiano sottoscritto un contratto con le società che utilizzino il Punto Verde nei Paesi dove è eventualmente destinato l'imballaggio; questo vale anche nel caso di un importatore; in questo caso fa testo la copia della documentazione che giustifica la richiesta dell'importatore stesso di usare nell'imballaggio il marchio Punto Verde. Le aziende che hanno almeno un contratto di licenza del marchio possono usarlo su tutti i propri imballaggi, a patto che abbiano sottoscritto l'accordo di licenza; in questo caso l'azienda sceglie di gestire gli imballaggi limitatamente ai sistemi Punto Verde dove esistenti.